# Indan
Indan je cyklický uhlovodík se sumárním vzorcem C9H10.

## Deriváty
K derivátům indanu patří například 1-methylindan a 2-methylindan (kde je methylová skupina navázána na pětiuhlíkaté jádro) a také 4-methylindan a 5-methylindan (kde je methylová skupina navázána na benzenové jádro), rovněž i dimethylindany. Ostatní deriváty se získávají nepřímo, například reakcí diethylftalátu s ethylacetátem za použití sodíku a ethanolu jako katalyzátorů. Reakcí vzniká indandionethylester, který může reagovat se sodnými kationty za vzniku soli. Směr reakce lze obrátit přidáním kyseliny chlorovodíkové.
Indan lze také v katalytickém reaktoru převést na další aromatické sloučeniny jako například xylen.
Dalším derivátem je indan-1,3-dion.
Indan se kromě jiného používá na syntézu sulofenuru.